# ガートルード・トンプキンズ・シルヴァー

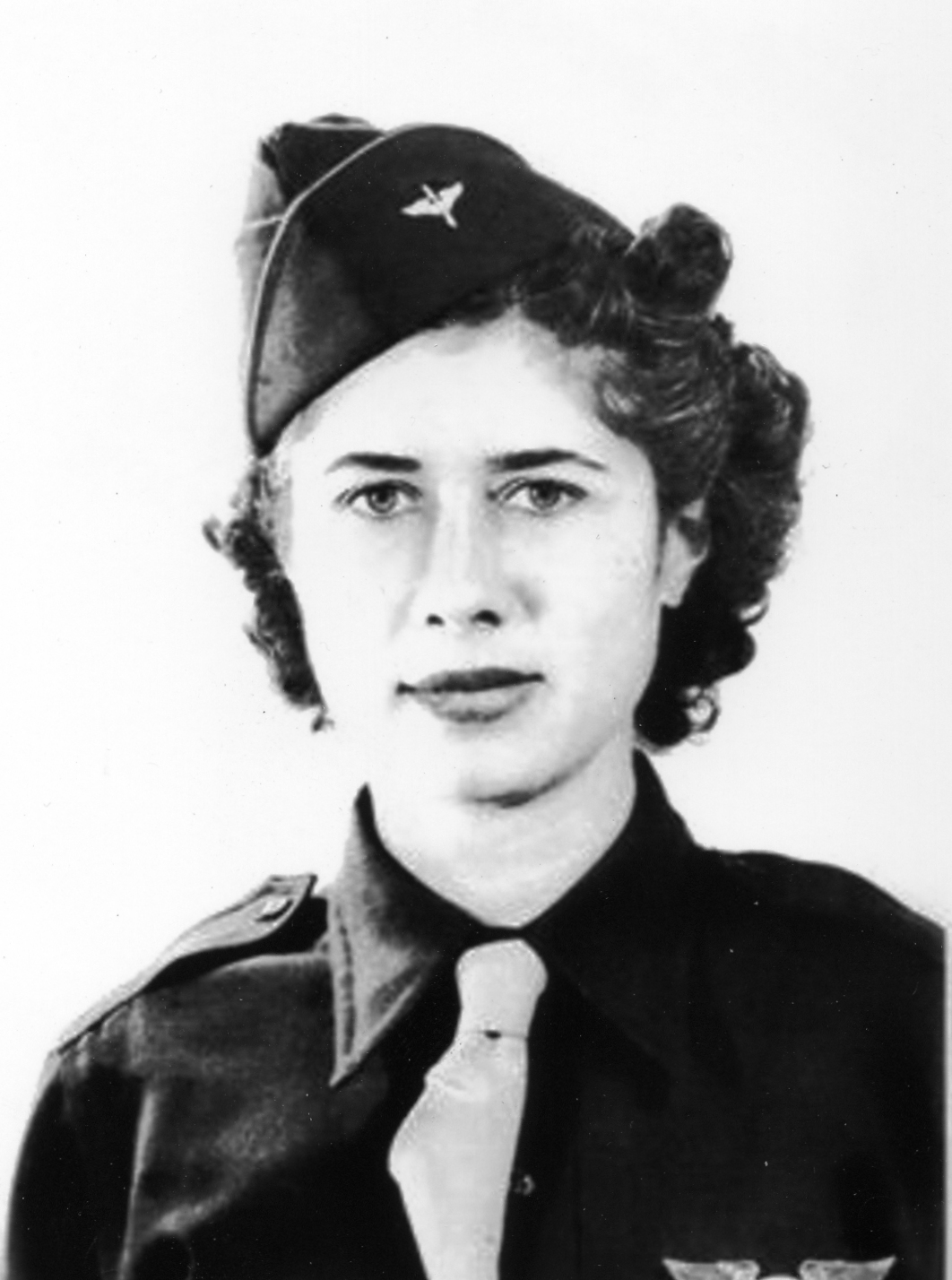

ガートルード・「トミー」・トンプキンズ・シルヴァー（英語: Gertrude "Tommy" Tompkins Silver 1911年10月16日 – 1944年10月26日消息不明）は、アメリカ陸軍航空婦人操縦部隊（WASP）の一員。同部隊で消息不明となった唯一の隊員である。

## 略歴
1911年、ガートルード・ヴリーランド・トンプキンズ（Gertrude Vreeland Tompkins）としてニュージャージー州ジャージー・シティに生まれる。幼少期から飛行を習った。1943年6月、テキサス州スウィートウォーターのアヴェンジャー飛行場にて、陸軍航空婦人操縦部隊の隊員となるための訓練を開始する。11月13日に訓練課程を修了し、テキサス州ダラスのラブフィールド飛行場に配属された。
1944年9月、ヘンリー・M・シルヴァーと結婚した。

## 行方不明
1944年10月26日、シルヴァーや他40人のパイロットたちには、P-51D「マスタング」を輸送する任務が与えられた。シルヴァーはP-51D 669号機に搭乗し、15時42分にアリゾナ州クーリッジ陸軍飛行場に向けてマインズ飛行場（現・ロサンゼルス国際空港）を離陸した。離陸時、空港近辺のサンタ・モニカ湾上空には薄い霧がかかっていた。10月30日、ラブフィールド飛行場はシルヴァーと彼女の乗機の消息不明を報告。陸海で広範囲な捜索が行われたが、手がかりは見つからなかった。
2010年1月に事故地点を特定するための再調査が行われたが、失敗に終わった。